# Malschwitz
Malschwitz (em alto sorábio: Malešecy) é um município da Alemanha localizado no distrito de Bautzen, região administrativa de Dresden, estado da Saxônia.
É membro e sede do Verwaltungsgemeinschaft de Malschwitz.